# Seleção Sul-Coreana de Futebol
A Seleção Sul-Coreana de futebol (em coreano:  대한민국 축구 국가대표팀) representa a Coreia do Sul nas competições de futebol da FIFA. Filiou-se à FIFA em 1945. Tem sido uma dos mais bem sucedidos times asiáticos desde que fizeram sua estreia nos Jogos Olímpicos de Verão de 1948.
Manda seus jogos no Estádio Sang-am de Seul.

## História
A Coreia, antigamente, tinha um jogo com bola chamado 'yhuk-juk' muito similar ao futebol moderno. Contudo, os coreanos viram a versão presente do futebol pela primeira vez em 1892 quando membros da tripulação britânica jogavam enquanto sua embarcação visitava o Porto de Inchon.
Em 1921, o primeiro torneio de futebol de toda a Coreia foi disputado, e então em 1928, a Korea Football Association foi organizada, que criou uma fundação para disseminar e desenvolver o futebol na Coreia.
Durante as décadas de subjugo colonial pelo Japão, o futebol contribuiu para aliviar as frustrações dos Coreanos e alimentando a esperança de libertação.
O primeiro jogo de toda a história da Coreia do Sul foi em 1948, nos Jogos Olímpicos, quando a Península Coreana ainda não tinha se dividido. Foi uma vitória por 5 a 3 sobre o México. Em seguida, perderam de goleada por 12 a 0 para a equipe da Suécia.
Em 1954, a Coreia do Sul fez sua primeira aparição em copas do mundo, mas acabou sendo eliminada na primeira fase de maneira vexatória, perdendo de 7x0 para a Turquia e por 9x0 para a Hungria, conseguindo o feito de ser a seleção com mais gols sofridos em um único mundial(16). O país levou 32 anos para voltar aos mundiais, em 1986, onde conseguiu seu primeiro gol na derrota por 3x1 para a eventual campeã daquele torneio, a Argentina, com gol de Park Chang-sun, além do primeiro ponto em um empate de 1x1 com a Bulgária. O país também participou das copas de 1990, 1994 e 1998, onde fora eliminado em todas sem nunca conseguir vencer um jogo.
A Korea Football Association foi reinstaurada em 1968, logo após o estabelecimento da República da Coreia. A KFA tornou-se membro da FIFA, a instituição que controla o futebol internacionalmente, em 1948. A KFA juntou-se à AFC (Confederação Asiática de Futebol) em 1974.
Desde os anos 1970 a Coreia emergiu como uma potência no futebol Asiático, ganhando diversos campeonatos de futebol de prestígio na Ásia. A Seleção Coreana jogou a Copa do Mundo por 5 vezes consecutivas, tornando seus jogadores os reis do futebol asiático. A Liga Coreana de futebol profissional foi lançada em 1983 como o primeiro de seu gênero na Ásia. Isso não apenas agradou os torcedores nativos, mas também incrementou o nível do futebol Coreano.
A Copa do Mundo de 2002 foi um sinal de rápido progresso feito no futebol Coreano. Certamente, ter sido uma das sedes do evento com o Japão é o resultado da paixão e do interesse do povo Coreano pelo futebol. Liderados pelo técnico neerlandês Guus Hiddink, e com uma grande performance de uma estrela em ascensão do futebol asiático chamado Park Ji-Sung, a seleção deixou o mundo boquiaberto por ter eliminado uma grande e tradicional força do futebol mundial, a Itália e avançando rumo às quartas-de-final e eliminado uma outra grande seleção nessa fase, a Espanha em uma polémica e emocionante disputa de pênaltis, conseguindo assim uma vaga inédita para a tão sonhada fase de semifinais, a primeira de um time asiático na história do torneio. Esse feito foi o resultado de um grande apoio e engajamento de todo o povo Coreano que ama tanto o futebol. O entusiasmo da torcida vermelha, os "diabos vermelhos", também surpreenderam os espetadores. Agora o futebol da Coreia se situa na linha de partida de uma nova era.
Já na Copa de 2010, chegou às oitavas de final, sendo eliminada pelo Uruguai.
No Torneio de Futebol dos Jogos Olímpicos de 2012, obteve uma inédita medalha de bronze
Na Copa de 2018, a Coreia do Sul foi eliminada na primeira fase, mas conseguiu um feito histórico: derrotou e eliminou a Alemanha, que era a atual campeã, por 2 a 0.

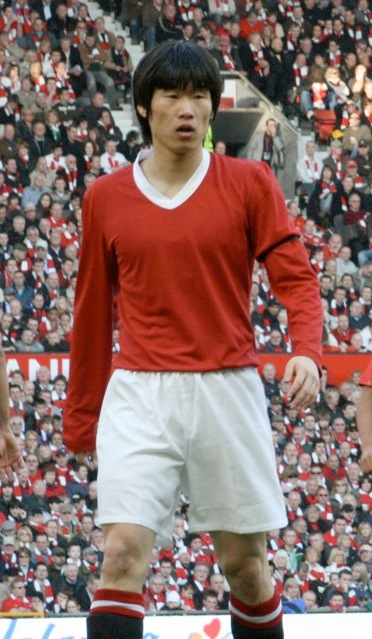
Park Ji-Sung maior ídolo da história da seleção da Coreia do Sul

## Títulos
| Continentais | Continentais                   | Continentais | Continentais              |
|              | Competição                     | Títulos      | Temporadas                |
| ------------ | ------------------------------ | ------------ | ------------------------- |
|              | Copa da Ásia                   | 2            | 1956, 1960                |
|              | Copa das Nações Afro-Asiáticas | 1            | 1988                      |
|              | Jogos Asiáticos                | 4            | 1970*, 1978**, 1986, 2018 |
|              | Universíada                    | 1            | 1991                      |

*: Coreia do Sul e Myanmar dividiram a medalha.

**:  Coreia do Sul e Coreia do Norte  dividiram a medalha.

## Desempenho em Copas do Mundo
| Desempenho na Copa do Mundo | Desempenho na Copa do Mundo | Desempenho na Copa do Mundo | Desempenho na Copa do Mundo | Desempenho na Copa do Mundo | Desempenho na Copa do Mundo | Desempenho na Copa do Mundo | Desempenho na Copa do Mundo |
| Total: 0 títulos            | Total: 0 títulos            | Total: 0 títulos            | Total: 0 títulos            | Total: 0 títulos            | Total: 0 títulos            | Total: 0 títulos            | Total: 0 títulos            |
| Ano                         | Fase                        | J                           | V                           | E[i]                        | D                           | GP                          | GC                          |
| --------------------------- | --------------------------- | --------------------------- | --------------------------- | --------------------------- | --------------------------- | --------------------------- | --------------------------- |
| 1930                        | Não se classificou          |                             |                             |                             |                             |                             |                             |
| 1934                        | Não se classificou          |                             |                             |                             |                             |                             |                             |
| 1938                        | Não se classificou          |                             |                             |                             |                             |                             |                             |
| 1950                        | Não se classificou          |                             |                             |                             |                             |                             |                             |
| 1954                        | Primeira Fase               | 2                           | 0                           | 0                           | 2                           | 0                           | 16                          |
| 1958                        | Não se classificou          |                             |                             |                             |                             |                             |                             |
| 1962                        | Não se classificou          |                             |                             |                             |                             |                             |                             |
| 1966                        | Não se classificou          |                             |                             |                             |                             |                             |                             |
| 1970                        | Não se classificou          |                             |                             |                             |                             |                             |                             |
| 1974                        | Não se classificou          |                             |                             |                             |                             |                             |                             |
| 1978                        | Não se classificou          |                             |                             |                             |                             |                             |                             |
| 1982                        | Não se classificou          |                             |                             |                             |                             |                             |                             |
| 1986                        | Primeira Fase               | 3                           | 0                           | 1                           | 2                           | 4                           | 7                           |
| 1990                        | Primeira Fase               | 3                           | 0                           | 0                           | 3                           | 1                           | 6                           |
| 1994                        | Primeira Fase               | 3                           | 0                           | 2                           | 1                           | 4                           | 5                           |
| 1998                        | Primeira Fase               | 3                           | 0                           | 1                           | 2                           | 2                           | 9                           |
| 2002                        | Quarto Lugar                | 7                           | 3                           | 2                           | 2                           | 7                           | 5                           |
| 2006                        | Primeira Fase               | 3                           | 1                           | 1                           | 1                           | 3                           | 4                           |
| 2010                        | Oitavas de Final            | 4                           | 1                           | 1                           | 2                           | 6                           | 8                           |
| 2014                        | Primeira Fase               | 3                           | 0                           | 1                           | 2                           | 3                           | 6                           |
| 2018                        | Primeira Fase               | 3                           | 1                           | 0                           | 2                           | 3                           | 3                           |
| 2022                        | Oitavas de Final            | 4                           | 1                           | 1                           | 2                           | 5                           | 8                           |
| 2026                        | Classificado                |                             |                             |                             |                             |                             |                             |
| Total                       | 11/22                       | 38                          | 07                          | 10                          | 21                          | 38                          | 77                          |

## Desempenho em Copas da Ásia
| Desempenho na Copa da Ásia | Desempenho na Copa da Ásia | Desempenho na Copa da Ásia | Desempenho na Copa da Ásia | Desempenho na Copa da Ásia | Desempenho na Copa da Ásia | Desempenho na Copa da Ásia | Desempenho na Copa da Ásia |
| Total: 2 títulos           | Total: 2 títulos           | Total: 2 títulos           | Total: 2 títulos           | Total: 2 títulos           | Total: 2 títulos           | Total: 2 títulos           | Total: 2 títulos           |
| Ano                        | Fase                       | J                          | V                          | E[i]                       | D                          | GP                         | GC                         |
| -------------------------- | -------------------------- | -------------------------- | -------------------------- | -------------------------- | -------------------------- | -------------------------- | -------------------------- |
| 1956                       | Campeão                    | 3                          | 2                          | 1                          | 0                          | 9                          | 6                          |
| 1960                       | Campeão                    | 3                          | 3                          | 0                          | 0                          | 9                          | 1                          |
| 1964                       | Terceiro Lugar             | 3                          | 1                          | 0                          | 2                          | 2                          | 4                          |
| 1968                       | Não se classificou         |                            |                            |                            |                            |                            |                            |
| 1972                       | Vice Campeão               | 4                          | 1                          | 1                          | 2                          | 7                          | 6                          |
| 1976                       | Não se classificou         |                            |                            |                            |                            |                            |                            |
| 1980                       | Vice Campeão               | 6                          | 4                          | 1                          | 1                          | 12                         | 6                          |
| 1984                       | Primeira Fase              | 4                          | 0                          | 2                          | 2                          | 1                          | 3                          |
| 1988                       | Vice Campeão               | 6                          | 5                          | 1                          | 0                          | 11                         | 3                          |
| 1992                       | Não se classificou         |                            |                            |                            |                            |                            |                            |
| 1996                       | Quartas de Final           | 4                          | 1                          | 1                          | 2                          | 7                          | 11                         |
| 2000                       | Terceiro Lugar             | 6                          | 3                          | 1                          | 2                          | 9                          | 6                          |
| 2004                       | Quartas de Final           | 4                          | 2                          | 1                          | 2                          | 9                          | 4                          |
| 2007                       | Terceiro Lugar             | 6                          | 1                          | 4                          | 1                          | 3                          | 3                          |
| 2011                       | Terceiro Lugar             | 6                          | 4                          | 2                          | 0                          | 13                         | 7                          |
| 2015                       | Vice Campeão               | 6                          | 5                          | 0                          | 1                          | 8                          | 2                          |
| 2019                       | Quartas de Final           | 5                          | 4                          | 0                          | 1                          | 6                          | 2                          |
| Total                      | 14/17                      | 62                         | 36                         | 15                         | 16                         | 106                        | 64                         |

## Jogos Históricos
- Coreia do Sul  2–1  Itália (2002)
- Coreia do Sul   (5)0–0(3)  Espanha (2002)
- Coreia do Sul  2–0  Alemanha (2018)
- Coreia do Sul  2 - 1  Portugal (2022)

## Uniformes

### Uniformes dos jogadores
- 1º - Camisa vermelha, calção e meias vermelhas;
- 2º - Camisa preta, calção e meias pretas.

| 1º Uniforme | 2º Uniforme |

### Equipamento dos guarda-redes
- Camisa amarela, calções e meias;
- Camisa roxa, calções e meias roxas;
- Camisa azul, calções e meias amarelas.

| Cores do Time · Cores do Time · Cores do Time · Cores do Time · Cores do Time | Cores do Time · Cores do Time · Cores do Time · Cores do Time · Cores do Time | Cores do Time · Cores do Time · Cores do Time · Cores do Time · Cores do Time |

### Uniformes de treino
- Camisa preta, calção preto e meias brancas;
- Camisa cinza, calção e meias pretas.

| Jogadores | C. Técnica |  |

### Uniformes anteriores
- 2020

| 1º Uniforme | 2º Uniforme |

- 2018

| 1º Uniforme | 2º Uniforme |

- 2016

| 1º uniforme | 2º uniforme | Alternativo |

- 2014

| 1º uniforme | 2º uniforme |

- 2012

| 1º uniforme | 2º uniforme |

- 2010

| 1º uniforme | 2º uniforme |

- 2008

| 1º uniforme | 2º uniforme |

- 2006

| 1º uniforme | 2º uniforme |

- 2004

| 1º uniforme | 2º uniforme | Alternativo |

- 2002

| 1º uniforme | 2º uniforme |

- 1998

| 1º uniforme | 2º uniforme |

- 1996

| 1º uniforme | 2º uniforme |

#### Fornecedor esportivo
| Marca                                          | Período       | Notas |
| ---------------------------------------------- | ------------- | --- |
| Adidas, Asics, Kolon Sports, Prospecs, Weekend | 1977–1985     | A Coreia do Sul não tinha um patrocinador exclusivo do kit naquela época, embora tenha contratado a Adidas como seu primeiro patrocinador oficial do kit. |
| Weekend                                        | 1985–1988     | Marca de roupas esportivas da Samsung C&T Corporation. |
| Rapido                                         | 1988–1995     | A Weekend foi rebatizada de "Rapido" em janeiro de 1988.                                                                                                  |
| Nike                                           | 1996–presente | Contratada no final de 1995, e patrocinada desde 1º de janeiro de 1996.                                                                                   |